# Vandenboschia tubiflora
Vandenboschia tubiflora là một loài dương xỉ trong họ Hymenophyllaceae. Loài này được F.S.Wagner mô tả khoa học đầu tiên năm 1995.
Danh pháp khoa học của loài này chưa được làm sáng tỏ. 